# Riccardo Patrese
Riccardo Patrese (* 17. dubna 1954, Padova) je bývalý italský pilot Formule 1.

## Kariéra ve Formuli 1
Když v roce 1977 začal jezdit ve Formuli 1, hned se zapsal jako jezdec, kterému zas tak moc nevadí, že bourá. Později musel dělat týmovou dvojku Nigelu Mansellovi, což nebyla jednoduchá úloha pro žádného pilota. Brit vyhrál prvních pět závodů roku 1992 a v šampionátu měl velký náskok, ale když před ním v Magny-Cours kroužil kolega Patrese, nadšený nebyl. Stejné pocity měl i Ital, když dostal z boxů příkaz, aby Mansella na cílové rovince pustil. Vyhrávat mohl až poté, co měl Nigel titul jistý. Nakonec celkově získal 2. místo, což byl jeho nejlepší výsledek v kariéře. Když ho ale v roce 1993 v týmu Benetton dali dohromady s novou senzací Michaelem Schumacherem, který se o rok později stal mistrem světa, už věděl, že je čas skončit. Získal tak rekord ve startech při velkých cenách, rekord 256 startů nikdo nepřekonal až do roku 2008, kdy ho překonal brazilský pilot Rubens Barrichello.